# Breakthrough Prize in Mathematics
Le Breakthrough Prize in Mathematics est un prix récompensant des avancées majeures en mathématiques. Il a été créé en 2013 par Iouri Milner et Mark Zuckerberg et est attribué à partir de 2015. Chaque année, sauf en 2015, un seul prix est attribué, parfois à plusieurs lauréats ; la récompense est de 3 millions de dollars. Les lauréats présentent leurs recherches lors de conférences et d'émissions télévisées.
Depuis 2016, un autre prix, le New Horizons in Mathematics Prize est décerné chaque année à des jeunes mathématiciens ayant déjà accompli un travail important. Ce prix est doté de 100 000 $.
Depuis 2021 est décerné un Maryam Mirzakhani New Frontiers Prize. Ce prix, nommé en l'honneur de la mathématicienne iranienne Maryam Mirzakhani, est décerné à des jeunes mathématiciennes ayant achevé leur doctorat depuis au plus deux ans. Il est doté de 50 000 $.
Les prix sont portés par un fonds de la fondation Mark Zuckerberg à la Silicon Valley Community Foundation, et par un fonds de la Milner Foundation.

## Lauréats duBreakthrough Prize in Mathematics

### 2015
- Simon Donaldson
- Maxime Kontsevitch
- Jacob Lurie
- Terence Tao
- Richard Taylor

### 2016
- Ian Agol : « Pour des contributions spectaculaires en topologie en basses dimensions et en théorie géométrique des groupes, y compris le travail sur les solutions de la conjecture de Tamise conjecture, la conjecture virtuelle de Haken et la conjecture virtuellement fibrée »[3].

### 2017
- Jean Bourgain : « Pour de multiples contributions à l'analyse, combinatoire, équation aux dérivées partielles, géométrie en haute dimension et théorie des nombres »[4].

### 2018
- Christopher Hacon et James McKernan : « Pour leurs contributions transformationnelles à géométrie birationnelle, en particulier au programme du modèle minimal dans toutes les dimensions »[5].

### 2019
- Vincent Lafforgue : « Pour ses contributions fondamentales à plusieurs domaines des mathématiques, en particulier au programme de Langlands dans le cas des corps de fonctions. »

### 2020
- Alex Eskin « Pour ses découvertes révolutionnaires en dynamique et géométrie d'espaces de modules de différentielles abéliennes, y compris la démonstration du théorème de la baguette magique » avec Maryam Mirzakhani[6].

### 2021
- Martin Hairer, professeur au Imperial College London[7], « pour des contributions fondamentale à la théorie de l'analyse stochastique, en particulier la théorie des structures de régularité dans les équations différentielles partielles stochastiques » (« for transformative contributions to the theory of stochastic analysis, particularly the theory of regularity structures in stochastic partial differential equations »).

### 2022
- Takurō Mochizuki, professeur à l'université de Tokyo « pour son travail monumental qui a conduit à une percée dans notre compréhension de la théorie des faisceaux avec des connexions plates sur des variétés algébriques, y compris le cas des singularités irrégulières » (« for monumental work leading to a breakthrough in our understanding of the theory of bundles with flat connections over algebraic varieties, including the case of irregular singularities »)[8].

### 2023
- Daniel A. Spielman, de l'université Yale, « pour ses contributions décisives à l'informatique théorique et aux mathématiques, notamment à la théorie des graphes spectraux, au problème de Kadison-Singer, à l'algèbre linéaire numérique, à l'optimisation et à la théorie du codage. »(« for breakthrough contributions to theoretical computer science and mathematics, including to spectral graph theory, the Kadison-Singer problem, numerical linear algebra, optimization, and coding theory. »)[9].

### 2024
- Simon Brendle, de l'Université Columbia, « pour ses contributions transformatrices en géométrie différentielle, y compris aux inégalités géométriques nettes, et de nombreux résultats sur le flot de Ricci et le flot de courbure moyenne, ainsi qu'à la conjecture de Lawson sur les tores minimaux dans la sphère tridimensionnelle. » (« for transformative contributions to differential geometry, including sharp geometric inequalities, many results on Ricci flow and mean curvature flow and the Lawson conjecture on minimal tori in the 3-sphere. »)[10].

### 2025
- Dennis Gaitsgory de l'Institut Max-Planck de mathématiques dans les sciences, « pour son apport fondamental et ses contributions révolutionnaires au programme géométrique de Langlands et à sa version quantique, en particulier pour le développement de l'approche de géométrie algébrique qui en dérive et la preuve de la conjecture géométrique de Langlands en caractéristique 0 » (« Für seine grundlegenden Arbeiten und zahlreiche bahnbrechende Beiträge zum geometrischen Langlands-Programm und seiner Quantenversion; insbesondere für die Entwicklung des abgeleiteten algebraischen Geometrieansatzes und den Beweis der geometrischen Langlands-Vermutung im Merkmal 0 »)[11],[12]

## Lauréates duMaryam Mirzakhani New Frontiers Prize
Initialement prévu pour une seule lauréate, le comité a décidé d'élever le nombre de lauréates à trois.

### 2021
Les lauréates pour le prix 2021 sont:
- Nina Holden, École polytechnique fédérale de Zurich (Ph.D. au Massachusetts Institute of Technology en 2018 ), pour son travail en « random geometry, particularly on Liouville Quantum Gravity as a scaling limit of random triangulations ».
- Urmila Mahadev, California Institute of Technology (Ph.D. à l'Université de Californie à Berkeley en 2018), pour son travail « that addresses the fundamental question of verifying the output of a quantum computation ».
- Lisa Piccirillo, Massachusetts Institute of Technology (Ph. D. Université du Texas à Austin en 2019), « pour avoir résolu le problème classique que le nœud de Conway n'est pas un nœud bordant ».

### 2022
Les lauréates pour le prix 2022 sont :
- Sarah Peluse, « pour ses contributions à la combinatoire arithmétique et à la théorie analytique des nombres, en particulier en ce qui concerne les modèles polynomiaux dans les ensembles denses ».
- Hong Wang[15], « for advances on the restriction conjecture, the local smoothing conjecture, and related problems. ».
- Yilin Wang[15], « for innovative and far-reaching work on the Loewner energy of planar curves. »

### 2023
Les trois lauréates pour le prix 2023 sont :
- Maggie Miller, université du Texas à Austin et Clay Mathematics Institute, « pour ses travaux sur les nœuds de rubans fibrés et les surfaces dans les variétés à 4 dimensions. »
- Jinyoung Park, université Stanford, « pour ses contributions à la résolution de plusieurs conjectures majeures sur les seuils et les processus sélectifs ».
- Vera Traub, université de Bonn, « pour les progrès dans les résultats d'approximation dans les problèmes classiques d'optimisation combinatoire, y compris le problème du voyageur de commerce et la conception de réseaux. »

### 2024
Les trois lauréates pour le prix 2024 sont :
- Hannah Larson, Université de Californie, Berkeley, « for advances in Brill-Noether theory and the geometry of the moduli space of curves ».
- Laura Monk, Université de Bristol « for advancing our understanding of random hyperbolic surfaces of large genus » ;
- Mayuko Yamashita, Université de Kyoto « for contributions to mathematical physics, index theory ».

### 2025
Les trois lauréates pour le prix 2025 sont:
- Si Ying Lee, Stanford University (PhD Harvard University 2022), « For her finding a new approach to an important problem in the Langlands program and succeeding in reducing it to a local problem. »
- Rajula Srivastava, University de Bonn et the Max Planck Institute for Mathematics (PhD University of Wisconsin-Madison 2022), « For her making a progress in a challenging area at the intersection of harmonic analysis and number theory by focusing on bounding the number of lattice points one can find near a given smooth surface, with important applications to Diophantine approximation in higher dimensions ».
- Ewin Tang, University of California, Berkeley (PhD University of Washington 2023) « For her inventing quantum computing algorithms for machine learning, and proving that certain calculations, which quantum algorithms were widely considered to be exponentially faster at solving, can actually be solved in comparable time by a normal (non-quantum) computer ».